# Station Bystra Wielka
Station Bystra Wielka is een spoorwegstation in de Poolse plaats Bystra.